# Nuoto artistico ai campionati mondiali di nuoto 2019 - Squadre (programma libero)
La gara del nuoto artistico - squadre libero dei campionati mondiali di nuoto 2019 è stata disputata il 17 e il 19 luglio presso il ginnasio Yeomju di Gwangju. La gara, alla quale hanno preso parte 27 squadre nazionali, si è svolta in due turni.
La competizione è stata vinta dalla squadra russa, mentre l'argento e il bronzo sono andati alla squadra cinese e a quella ucraina.

## Programma
| Data           | Ora (UTC+9) | Turno       |
| -------------- | ----------- | ----------- |
| 17 luglio 2019 | 11:00       | Preliminari |
| 19 luglio 2019 | 19:00       | Finale      |

## Risultati
| Pos. | Nazione       | Preliminari | Preliminari | Finale          | Finale          |
| Pos. | Nazione       | Punti       | Pos.        | Punti           | Pos.            |
| ---- | ------------- | ----------- | ----------- | --------------- | --------------- |
| 1    | Russia        | 97,7667     | 1           | 98,0000         | 1               |
| 2    | Cina          | 95,7667     | 2           | 96,0333         | 2               |
| 3    | Ucraina       | 93,9667     | 3           | 94,3667         | 3               |
| 4    | Giappone      | 92,6667     | 4           | 93,3667         | 4               |
| 5    | Italia        | 91,2667     | 6           | 91,6000         | 5               |
| 6    | Spagna        | 91,3333     | 5           | 91,4000         | 6               |
| 7    | Canada        | 90,2000     | 7           | 90,1000         | 7               |
| 8    | Grecia        | 87,8000     | 8           | 88,3333         | 8               |
| 9    | Francia       | 87,3000     | 9           | 87,4667         | 9               |
| 10   | Messico       | 86,3333     | 10          | 87,0333         | 10              |
| 11   | Stati Uniti   | 85,2667     | 11          | 84,4000         | 11              |
| 12   | Israele       | 82,9333     | 12          | 83,2667         | 12              |
| 13   | Bielorussia   | 82,5667     | 13          | Non qualificate | Non qualificate |
| 14   | Svizzera      | 81,5667     | 14          | Non qualificate | Non qualificate |
| 15   | Kazakistan    | 80,5667     | 15          | Non qualificate | Non qualificate |
| 16   | Brasile       | 80,0667     | 16          | Non qualificate | Non qualificate |
| 17   | Egitto        | 77,8333     | 17          | Non qualificate | Non qualificate |
| 18   | Corea del Sud | 77,1667     | 18          | Non qualificate | Non qualificate |
| 19   | Ungheria      | 76,8667     | 19          | Non qualificate | Non qualificate |
| 20   | Singapore     | 76,3333     | 20          | Non qualificate | Non qualificate |
| 21   | Slovacchia    | 75,3333     | 21          | Non qualificate | Non qualificate |
| 22   | Australia     | 74,5333     | 22          | Non qualificate | Non qualificate |
| 23   | Polonia       | 73,7000     | 23          | Non qualificate | Non qualificate |
| 24   | Nuova Zelanda | 70,1667     | 24          | Non qualificate | Non qualificate |
| 25   | Hong Kong     | 68,7667     | 25          | Non qualificate | Non qualificate |
| 26   | Sudafrica     | 67,1333     | 26          | Non qualificate | Non qualificate |
| 27   | Thailandia    | 65,5000     | 27          | Non qualificate | Non qualificate |